# Pen-twyn
Pen-twyn är en by i Caerphilly i Wales. Byn är belägen 15 km 
från Caerphilly. Orten har 1 549 invånare (2016).